# Shangri-La (吉田拓郎のアルバム)
『Shangri-La』（シャングリラ）は、1980年5月5日に吉田拓郎がリリースした10枚目のスタジオアルバムである。
先着10万枚限定で『SHANGRI-LA TAKURO』オリジナルステッカーが同梱していた。

## 制作
1979年4月、初来日したボブ・マーリー&ザ・ウェイラーズのライヴに足を運んだ拓郎は、「アイ・ショット・ザ・シェリフ」に「あの叫び、あのノリも、黒人のソウルだ。レゲエってリズムの形じゃない。ソウルだと思うね」などと、強い感銘を受けた。当時は日本でもレゲエを取り入れたアレンジが流行しつつあったが、拓郎はそうした日本化されたレゲエとは一線を画す魅力を感じたことから、拓郎自身初の海外レコーディングを敢行した、日本からミュージシャンは誰一人同行させず単身渡米し、プロデューサー兼アレンジャーに、少年期のあこがれの人物であるブッカー・T・ジョーンズを起用し、スタッフ全員を外国人で固めた。スタジオ・ミュージシャンの一人に、元ザ・バンドのガース・ハドソンを起用した。そのためか、このアルバムは拓郎とザ・バンドの邂逅とともにザ・バンドの公式ウェブサイトで紹介されている。
アルバムタイトルは、ザ・バンドのドキュメンタリー映画『ラスト・ワルツ』（マーティン・スコセッシ監督）の舞台となったロサンゼルス郊外マリブにある『シャングリ・ラ スタジオ』での録音によるため。

## 収録曲
- 特記以外は作詞・作曲：吉田拓郎、編曲：Booker T. Jones。

1. あの娘といい気分
  - 前年に行われた大晦日のコンサートで「Fの歌」という曲名で披露された。
2. いつか夜の雨が
作詞：岡本おさみ
3. Bye Bye Yesterday
4. 帰らざる日々
5. 愛の絆を
作詞：岡本おさみ
「いつか夜の雨が」のB面曲。
6. 熱き想いをこめて
7. あの娘を待ってる街角
作詞：岡本おさみ
8. ハネムーンへ
9. 街へ
10. 又逢おうぜ あばよ
作詞：岡本おさみ

## 参加ミュージシャン
- Keyboards：Booker T. Jones
- Drums：Sammy Creason
- Bass：Dennis Belfield
- Guitar：Michael Sembello
- Guitar & Banjo：Dan Ferguson
- Percussion：Alex Neciosup-Acunna
- Tenor Sax：John Phillips
- Trumpet：Rich Cooper, Oscar Brashear
- Tenor Sax：Jackie Kelso
- Chorus：Bili Thedford, Venetta Fields, Maxine Waters Willard
- S.Saxophone & Accordion：Garth Hudson
- Strings Concept Master：Stanley Plummer
- Strings & Horn Conducted：Jules Chaikin
- All Songs Arranged by Booker T. Jones